# Karel z Auerspergu (voják)
Karel hrabě z Auerspergu (německy Carl Graf von Auersperg; 12. listopadu 1843 Praha – 20. března 1926 Vídeň) byl česko-rakouský šlechtic a generál c. k. armády. Ve vojsku sloužil od roku 1861 a bojoval v prusko-rakouské válce (1866). V nižších hodnostech u různých posádek strávil řadu let v Čechách a na Moravě. V roce 1906 dosáhl hodnosti generála jezdectva, byl zemským velitelem v Chorvatsku (1905–1906) a v Haliči (1906–1909). V závěru kariéry zastával čestnou funkci velitele jedné z císařských gard (1909–1918). Ze služebního poměru v rakousko-uherské armádě byl propuštěn po zániku monarchie (1918) a poté žil v soukromí ve Vídni. 

## Životopis

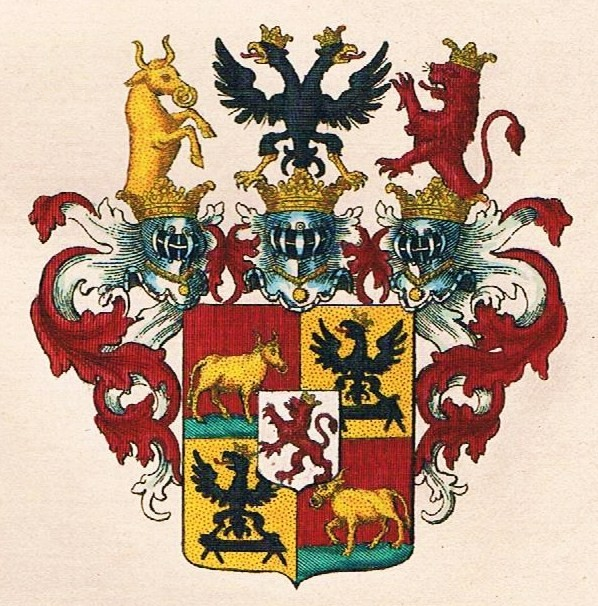
Erb rodu Auerspergů

Pocházel ze starého šlechtického rodu Auerspergů, patřil k hraběcí odnoži české knížecí linie. Byl nejmladším synem hraběte Františka Xavera z Auerspergu (1804–1873), majitele velkostatku Maleč, matka Marie Terezie (1814–1879) byla dcerou c. k. polního podmaršála Karla Wilhelma Scheiblera (1772–1843). Dětství strávil na zámku v Malči a v Krakově, v letech 1857–1861 studoval na Tereziánské vojenské akademii ve Vídeňském Novém Městě a do armády vstoupil v roce 1861 jako podporučík u 1. batalionu polních myslivců v Kadani, později přešel k hulánskému pluku č. 3. V roce 1865 byl povýšen na nadporučíka a zúčastnil se prusko-rakouské války (bitva u České Skalice, bitva u Hradce Králové, bitva u Tovačova). Po válce sloužil u císařské gardy, později byl přeložen k 6. dragounskému pluku do Brna. Na Moravě strávil několik let a postupoval v hodnostech (rytmistr 1874, major 1884).. Sloužil mimo jiné v Přerově, jako podplukovník (1887) byl převelen do Šoproně.
V roce 1890 byl povýšen na plukovníka a stal se velitelem 15. dragounského pluku ve Welsu, souběžně vedl výcviky na jezdecké škole ve Vídni. V roce 1896 dosáhl hodnosti generálmajora a převzal velení 6. jezdecké brigády v Miskolci. Jako velitel jezdecké divize v Jarosławi byl v roce 1899 povýšen na polního podmaršála. V letech 1905–1906 byl velitelem 13. armádního sboru v Záhřebu, respektive zemským velitelem v Chorvatsku, a k datu 1. listopadu 1906 dosáhl hodnosti generála jezdectva. V letech 1906–1909 byl velitelem 11. armádního sboru ve Lvově, respektive zemským velitelem pro východní Halič a Bukovinu. Od roku 1909 zastával hodnost kapitána císařské gardy trabantů (Gardekapitän von Kaiserlich-königliche Trabantenleibgarde). Jednalo se o čestnou, ale důležitou pozici u císařského dvora, takže nadále zůstával ve služebním poměru v rakousko-uherské armádě. Penzionován byl formálně k datu 1. prosince 1918, poté žil v soukromí ve Vídni. Je pohřben na Centrálním hřbitově ve Vídni.

## Tituly a ocenění
Jako velitel armádního sboru byl v roce 1905 jmenován c. k. tajným radou s nárokem na oslovení Excelence. Od roku 1906 byl čestným majitelem hulánského pluku č. 8 posádkově příslušného do Černovic. Během vojenské kariéry obdržel řadu ocenění. V Rakousku-Uhersku byl nositelem velkokříže Leopoldova řádu (1911), nositelem Řádu železné koruny I. třídy, dále držitelem Vojenského záslužného kříže, Vojenské záslužné medaile, Jubilejní pamětní medaile a Vojenského jubilejního kříže. Několik vyznamenání obdržel také od cizích panovníků, byl nositelem brunšvického Řádu Jindřicha Lva II. třídy (1890), velkokříže pruského Řádu červené orlice (1909), velkokříže bulharského Řádu sv. Alexandra (1913) a rytířem saského Albrechtova řádu (1903).